# Альдеаленгуа-де-Педраса
Альдеаленгуа-де-Педраса (ісп. Aldealengua de Pedraza) — муніципалітет в Іспанії, у складі автономної спільноти Кастилія-і-Леон, у провінції Сеговія. Населення — 100 осіб (2010).
Муніципалітет розташований на відстані близько 75 км на північ від Мадрида, 29 км на північний схід від Сеговії.
На території муніципалітету розташовані такі населені пункти: (дані про населення за 2010 рік)
- Сегілья: 49 осіб
- Галіндес: 9 осіб
- Мартінкано: 37 осіб
- Котанільйо: 5 осіб

## Демографія
Динаміка населення (INE ):